# (37758) 1997 EB36
1997 EB36 (asteroide 37758) é um asteroide da cintura principal. Possui uma excentricidade de 0.02943440 e uma inclinação de 3.91978º.
Este asteroide foi descoberto no dia 4 de março de 1997 por LINEAR em Socorro.